# English Premier Ice Hockey League 2009/10
Die Saison 2009/10 war die 12. Austragung der English Premier Ice Hockey League. 

## Modus und Teilnehmer
An der zweithöchsten britischen Liga nehmen ausschließlich englische Mannschaften teil. Es wurden drei Runden, jeweils mit Hin- und Rückspiel gespielt. Für einen Sieg – auch nach Verlängerung oder Penaltyschießen – wurden zwei Punkte vergeben, für eine Niederlage nach Verlängerung oder Penaltyschießen gab es einen Punkt.
Aus finanziellen Gründen zogen sich die Telford Tigers aus der Liga zurück und wurden durch die Romford Raiders ersetzt.
| Platz | Mannschaft              | Spiele | S  | SO/P | NO/P | N  | Tore    | Punkte |
| ----- | ----------------------- | ------ | -- | ---- | ---- | -- | ------- | ------ |
| 1     | Milton Keynes Lightning | 54     | 39 | 3    | 2    | 10 | 218:144 | 86     |
| 2     | Slough Jets             | 54     | 36 | 1    | 3    | 14 | 251:145 | 77     |
| 3     | Manchester Phoenix      | 54     | 32 | 3    | 2    | 17 | 259:205 | 72     |
| 4     | Guildford Flames        | 54     | 29 | 6    | 1    | 18 | 257:172 | 71     |
| 5     | Basingstoke Bison       | 54     | 30 | 4    | 3    | 17 | 240:179 | 71     |
| 6     | Peterborough Phantoms   | 54     | 24 | 2    | 5    | 23 | 230:214 | 57     |
| 7     | Sheffield Scimitars     | 54     | 17 | 4    | 5    | 28 | 193:199 | 47     |
| 8     | Swindon Wildcats        | 54     | 12 | 4    | 7    | 31 | 163:240 | 39     |
| 9     | Bracknell Bees          | 54     | 15 | 3    | 1    | 35 | 197:287 | 37     |
| 10    | Romford Raiders         | 54     | 5  | 1    | 2    | 46 | 147:370 | 14     |

Legende: S–Siege, SO/P–Siege nach Overtime oder Penalty, NO/P–Niederlage nach Overtime oder Penalty, N–Niederlage

## Play-offs
Die Spiele der ersten Play-off-Runde wurden im Modus mit Hin- und Rückspielen durchgeführt. Sie fanden am 3. und 4. April 2010 statt.

### Final Four
Die entscheidenden Spiele der Saison wurden in einem Finalturnier am 10. und 11. April 2010 in Coventry ausgetragen.
Halbfinale
| 10. April 2010 | Guildford Flames | 5:2 (1:0, 2:0, 2:2) | Swindon Wildcats | Coventry |

| 10. April 2010 | Slough Jets | 2:1 (0:1, 1:0, 1:0) | Manchester Phoenix | Coventry |

Finale
| 11. April 2010 | Slough Jets | 2:1 n. V. (0:0, 1:0, 0:1, 1:0) | Guildford Flames | Coventry |

Die Mannschaft der Slough Jets gewann mit einem Tor nach einem Konter und einem Penaltytor ihres Stürmers und Kapitäns Blaz Emersic.
Das defensiv geführte Spiel entschieden die Jets durch ein Tor nach einem schnellen Gegenangriff, wie es ihnen auch im Halbfinalspiel gelang. Ihr Verteidiger Gregg Rockman wurde angesichts der klaren Dominanz der Guildford Flames im ersten Drittel zum Spieler des Spieles gewählt.

## Auszeichnungen
Journalisten wählten Jaroslav Cesky (Bracknell Bees) zum besten Spieler und Peter Russell (Slough Jets) zum besten Trainer.